# Вугринец, Давор
Да́вор Ву́гринец (хорв. Davor Vugrinec; род. 24 марта 1975, Вараждин, СФР Югославия) — хорватский футболист, нападающий.

## Карьера
Начал свою профессиональную карьеру в местном клубе «Вартекс» в 1992 году, став регулярным игроком в клубе на свой второй профессиональный сезон и играл за них до июня 1997 года, когда он переехал за границу, сначала в Турцию в «Трабзонспор», затем в Италию в «Лечче» (два с половиной сезона), «Аталанту» и «Катанию» (в 2004-05 годах). Через пять лет, проведённых в Италии, Вугринец вернулся в Хорватию, подписав с «Риекой» контракт летом 2005 года и впоследствии сыграл очень успешный сезон в клубе. Вугринец подписал контракт с загребским «Динамо» в начале июня 2006 года, и первый его официальный матч в клубе состоялся 19 июля, в хорватском Суперкубке против его предыдущего клуба «Риека». Вугринец забил два мяча. В 2008 году Вугринец покинул «Динамо» и присоединился к «Загребу», в составе которого в сезоне 2009/2010 стал лучшим бомбардиром чемпионата Хорватии.